# Coalmont (Pennsylvanie)
Pour les articles homonymes, voir Coalmont.
Coalmont est un borough américain situé dans le comté de Huntingdon en Pennsylvanie.
Selon le recensement de 2010, Coalmont compte 106 habitants. La municipalité s'étend sur 0,12 mille carré (0,31 km2).
Coalmont devient une municipalité en novembre 1864. Le bourg faisait auparavant partie du township de Carbon.